# Kusowo
Kusowo [pronunciación en polaco: /kuˈsɔvɔ/] es un pueblo en el distrito administrativo de Gmina Szczecinek, dentro del Distrito de Szczecinek, Voivodato de Pomerania Occidental, en el noroeste de Polonia. Se encuentra  aproximadamente 13 kilómetros al noroeste de Szczecinek y 137 kilómetros al este del capital regional, Szczecin.

## Historia
Cuando se fundó el Imperio alemán en 1871, el Reino de Prusia era la parte más grande y dominante del imperio. Pomerania era parte del reino, y junto con algunos otros lugares, y más tarde se llamaría en Alemania "Ostgebiete des deutschen Reiches" (territorios orientales del Imperio Alemán).
Pomerelia (ahora el Voivodato de Pomerania) fue cedido a Polonia después de la Sublevación de Gran Polonia (1918-1919). Sin embargo, fue anexionado por la Alemania Nazi durante la Segunda Guerra Mundial. Después de la guerra, se decidió en el Acuerdo de Potsdam que el Voivodato de Pomerania sería regresado a Polonia.